# Eyes Open (bài hát)
"Eyes Open" là một bài hát của ca sĩ, nhạc sĩ sáng tác ca khúc người Mỹ Taylor Swift trích từ album nhạc phim The Hunger Games: Songs from District 12 and Beyond. Ca khúc được viết bởi Taylor Swift và sản xuất bởi Nathan Chapman. Nó được phát hành như là đĩa đơn đầu tiên trích từ album và được gửi đến đài phát thanh mainstream vào 27 tháng 3 năm 2012. Một video lời bài hát đã được phát hành trên Youtube vào tháng 5 năm 2012.

## Thực hiện
Đây là một trong hai ca khúc được Swift viết riêng cho bộ phim The Hunger Games, ca khúc kia là "Safe & Sound". Swift biểu diễn ca khúc lần đầu tiên trong buổi biểu diễn tại Auckland thuộc Speak Now World Tour. Trước khi biểu diễn, cô có nói với khán giả của mình rằng: "Tôi rất thích ca khúc này... nhưng, ý tôi là, bạn không nghĩ rằng tôi sẽ gặp rắc rối khi biểu diễn nó ngay bây giờ chứ? Chắc chắn là không rồi, có phải không?". "Eyes Open" đã bị tuồn lên mạng trước khi được phát hành chính thức vào ngày 20 tháng 3 năm 2012. Một video lời bài hát đã được phát hành trên Vevo của Swift vào 17 tháng 5 năm 2012.

## Bảng xếp hạng
| Bảng xếp hạng (2012)                  | Vị trí cao nhất |
| ------------------------------------- | --------------- |
| Úc (ARIA)                             | 47              |
| Canada (Canadian Hot 100)             | 17              |
| Canada CHR/Top 40 (Billboard)         | 34              |
| Canada Hot AC (Billboard)             | 23              |
| Ireland (IRMA)                        | 65              |
| New Zealand (Recorded Music NZ)       | 6               |
| Anh Quốc (OCC)                        | 70              |
| Hoa Kỳ Billboard Hot 100              | 19              |
| Hoa Kỳ Pop Airplay (Billboard)        | 20              |
| Hoa Kỳ Hot Country Songs (Billboard)  | 50              |
| Hoa Kỳ Adult Pop Airplay (Billboard)  | 11              |
| Hoa Kỳ Adult Contemporary (Billboard) | 21              |

## Chứng nhận
| Quốc gia                                 | Chứng nhận | Số đơn vị/doanh số chứng nhận |
| ---------------------------------------- | ---------- | ----------------------------- |
| Úc (ARIA)                                | Vàng       | 35.000‡                       |
| New Zealand (RMNZ)                       | Vàng       | 7.500*                        |
| Hoa Kỳ (RIAA)                            | Bạch kim   | 1.000.000*                    |
| * Chứng nhận dựa theo doanh số tiêu thụ. |            |                               |

## Lịch sử phát hành
| quốc gia | Ngày                | Định dạng                 | Hãng đĩa              |
| -------- | ------------------- | ------------------------- | --------------------- |
| Mỹ       | 27 tháng 3 năm 2012 | Đài phát thanh Mainstream | Big Machine, Republic |
| Mỹ       | 17 tháng 5 năm 2012 | Video âm nhạc             | Big Machine Records   |

## "Eyes Open (Taylor's Version)"

### Bảng xếp hạng
| Bảng xếp hạng (2023)                              | Vị trí cao nhất |
| ------------------------------------------------- | --------------- |
| Canada Digital Song Sales (Billboard)             | 9               |
| New Zealand Hot Singles (RMNZ)                    | 15              |
| Anh Quốc Download (OCC)                           | 18              |
| UK Singles Sales (OCC)                            | 18              |
| Hoa Kỳ Bubbling Under Hot 100 Singles (Billboard) | 9               |
| Hoa Kỳ Digital Song Sales (Billboard)             | 6               |
| Hoa Kỳ Hot Country Songs (Billboard)              | 48              |

### Lịch sử phát hành
| Quốc gia       | Ngày             | Định dạng          | Nhãn     |
| -------------- | ---------------- | ------------------ | -------- |
| Nhiều quốc gia | 17 tháng 3, 2023 | Tải nhạc streaming | Republic |

## Liên kết khác
- Video lời của "Eyes Open" trên YouTube